# Perham (Minnesota)
Perham es una ciudad ubicada en el condado de Otter Tail en el estado estadounidense de Minnesota. En el Censo de 2010 tenía una población de 2985 habitantes y una densidad poblacional de 362,43 personas por km².

## Geografía
Perham se encuentra ubicada en las coordenadas 46°35′56″N 95°34′27″O / 46.59889, -95.57417. Según la Oficina del Censo de los Estados Unidos, Perham tiene una superficie total de 8.24 km², de la cual 8.23 km² corresponden a tierra firme y (0.03%) 0 km² es agua.

## Demografía
Según el censo de 2010, había 2985 personas residiendo en Perham. La densidad de población era de 362,43 hab./km². De los 2985 habitantes, Perham estaba compuesto por el 94.1% blancos, el 1.14% eran afroamericanos, el 0.47% eran amerindios, el 0.47% eran asiáticos, el 0.07% eran isleños del Pacífico, el 2.28% eran de otras razas y el 1.47% pertenecían a dos o más razas. Del total de la población el 4.82% eran hispanos o latinos de cualquier raza.